# Bellérophon (Oper)
Bellérophon (LWV 57; Originalschreibweise: Bellerophon) ist eine Tragédie lyrique (Oper) in einem Prolog und fünf Akten von Jean-Baptiste Lully (Musik) mit einem Libretto von Thomas Corneille und Bernard le Bovier de Fontenelle nach der Theogonie des Hesiod und anderen Quellen. Die Uraufführung fand am 31. Januar 1679 im Palais Royal in Paris statt.

## Handlung

### Kurzfassung
Prolog. Apollon und die Musen, Bacchus mit Ägipanen und Mänaden sowie Pan mit Schäfern und Schäferinnen bejubeln König Ludwig XIV., bis Apollon anregt, ihm ein Schauspiel vorzustellen.
Erster Akt. Stenobée will nach dem Tod ihres Mannes Pretus, König von Argos, den Helden Bellerophon heiraten. Da er sie bereits früher verschmäht hatte, hatte sie ihren Mann dazu überredet, ihn an den Hof von König Iobate nach Patara in Lykien zu verbannen und diesem mitzuteilen, dass er Bellerophon töten solle. Iobate ist dem jedoch nicht nachgekommen, und Bellerophon hat sich mittlerweile an seinem Hof so viel Verdienste erworben, dass Iobate ihn mit seiner Tochter Philonoé vermählen will, die ihn ebenfalls liebt. Als Stenobée dies erfährt, schwört sie Rache.
Zweiter Akt. Bellerophon und Philonoé freuen sich über die Entscheidung ihres Vaters. Stenobée unternimmt noch einen letzten Versuch, Bellerophon für sich zu gewinnen. Als dies scheitert, bringt sie den in sie verliebten Magier Amisodar dazu, ein grauenvolles Ungeheuer, die Chimära, zu beschwören, um das Land zu verwüsten.
Dritter Akt. Stenobée erzählt Iobate, dass das Ungeheuer von den Göttern gesandt wurde, um Bellerophon zu strafen. Dieser ist bereit, gegen die Chimära zu kämpfen. Das Orakel des Apollon verkündet jedoch, dass ein Sohn Neptuns den Sieg erringen und zum Lohn die Hand Philonoés erhalten werde. Bellerophon ist enttäuscht, da er sich für einen Sohn des Glaucus hält. Dennoch schwören er und Philonoé sich ewige Treue.
Vierter Akt. Stenobée bittet Amisodar, das Monster wieder zurückzuziehen, da der erwartete Tod Bellerophons eine zu kurze Strafe sei und er mehr leiden werde, wenn er Philonoé als Gattin eines anderen sehen müsse. Nymphen und Waldgötter beklagen die von der Chimära angerichteten Verwüstungen. Als Bellerophon den Kampf mit ihr aufnehmen will, erscheint die Göttin Pallas. Sie bringt ihn in den Himmel, wo er das geflügelte Pferd Pegasus erhält. Auf diesem reitend kann Bellerophon das Ungeheuer töten.
Fünfter Akt. Vor der Siegesfeier verkündet König Iobate, dass Neptun Bellerophon als seinen Sohn anerkannt habe. Er kann die Prinzessin daher heiraten. Stenobée gesteht, dass sie selbst mit Amisodars Hilfe das Ungeheuer auf das Land gehetzt hat. Sie hat zur Sühne bereits Gift genommen. Amisodar dagegen hat die Flucht ergriffen. Pallas bringt Bellerophon zurück, und alle feiern.

### Prolog
Ein liebliches Tal mit sanften Hügeln; im Hintergrund zwei Gipfel des Parnass; dazwischen die Quelle des Helikon-Brunnens
Apollon thront auf dem Berggipfel, neben ihm die neuen Musen. Sie preisen Ludwig XIV. als größten König des Universums, der nach dem Ende des Kriegs der Welt Frieden versprochen habe. An der Feier nehmen auch Bacchus und Apollons alter Widersacher Pan teil. Zusammen mit ihrem Gefolge aus Ägipanen und Mänaden, Schäfern und Schäferinnen besingen sie den Ruhm des Königs und die Liebe. Nach eine Weile fordert Apollon dazu auf, die nutzlosen Lieder einzustellen und dem „Helden Frankreichs“ stattdessen „edlere Klänge“ in Form eines „reizenden Schauspiels“ darzubieten.

### Erster Akt
Vorhof des Königspalasts; im Hintergrund ein großer Triumphbogen; dahinter die Stadt Patara, die Hauptstadt des Königreichs Lykien
Szene 1. Stenobée, die Witwe von Pretus, dem König von Argos, teilt ihrer Vertrauten Argie mit, dass sie nach Patara gekommen sei, um den Helden Bellerophon für sich zu gewinnen. Dieser ist jedoch nicht gut auf sie zu sprechen, da sie ihn einst fälschlich beschuldigt hatte, sie verführen zu wollen. Pretus hatte ihn daraufhin nach Lykien an den Hof von König Iobate verbannt – mit einer geheimen Botschaft, dass er getötet werden solle. Stenobée hofft nun, ihn mit der Aussicht auf die Krone von Argos umzustimmen.
Szene 2. Iobates Tochter Philonoé bittet Stenobée um Hilfe. Ihr Vater will sie noch heute vermählen. Stenobée soll daher sicherstellen, dass seine Wahl auf ihren Geliebten Bellerophon fällt.
Szene 3. Stenobée ist über diese Nachricht zutiefst enttäuscht. Um sich an dem Paar zu rächen, will sie den Magier Amisodar beauftragen, ein grauenvolles Ungeheuer zu beschwören, das Lykien verwüsten soll.
Szene 4. Der König informiert Stenobée darüber, dass er Bellerophon mit seiner Tochter vermählen wolle. Stenobée habe zwar einst ebenso wie Pretus seinen Tod gefordert, doch Bellerophon habe sich inzwischen an seinem Hof unentbehrlich gemacht. Stenobée zieht sich Rache schwörend zurück.
Szene 5. In einem triumphalen Aufmarsch führt Bellerophon dem König eine Gruppe gefangener Amazonen und Solymer vor, deren Völker er unterworfen hat. Iobate dankt ihm und verspricht ihm zum Lohn die Hand seiner Tochter. Zur Feier des Tages lässt er die Gefangenen frei, die darauf mit Tanz und Gesang ihren Dank bekunden.

### Zweiter Akt
Ein hübscher Garten; darinnen eine von mehreren Statuen gestützte kuppelförmige Laube; dahinter drei Wege, deren mittlerer zu einem prächtigen Palast führt
Szene 1. Aus Freude über die Entscheidung ihres Vaters besingt Philonoé mit zwei Amazonen Bellerophons Vorzüge.
Szene 2. Bellerophon und Philonoé genießen ihr Glück, bis Stenobée erscheint und Philonoé sich verabschieden muss.
Szene 3. Stenobée offenbart Bellerophon, dass ihr vermeintlicher Hass auf ihn nicht echt war, sondern sie ihn immer geliebt habe. Bellerophon kann in ihrem Verhalten jedoch keine Spur von Liebe erkennen. Er betrachtet sie als seine tödlichste Feindin und will ihr nicht länger zuhören.
Szene 4. Erschüttert stellt Stenobée fest, dass ihre Gefühle für Bellerophon trotz dessen Zurückweisung noch immer wachsen. Als ihre Vertraute Argie sich darüber wundert, beschließt Stenobée, ihre Liebe durch seinen Tod auszulöschen.
Szene 5. Stenobée bringt den in sie verliebten Amisodar dazu, ein Ungeheuer aus der Hölle zu holen, um die Hochzeitsfeierlichkeiten zu stören.
Ein aus dem Felsen gehauener furchterregender Kerker mit Ketten, Stricken und Eisengittern
Szene 6. Amisodar verwandelt den Garten in eine Wüste und ruft seine Zaubergehilfen herbei.
Szene 7. Amisodar und die Magier beschwören in einer großen Zeremonie die Mächte der Unterwelt. Drei Ungeheuer in Gestalt eines Drachen, eines Löwen und einer Ziege erscheinen über drei Scheiterhaufen. Drei Zauberer besteigen die Monster. Alle tanzen und singen triumphierend über ihren Erfolg. Um das Grauen zu verstärken, beschließt Amisodar, die drei Ungeheuer zu einem einzigen, der Chimära, zu verschmelzen. Die Zauberer steigen dazu in die Hölle hinab.

### Dritter Akt
Vorhalle des berühmten Tempels, in dem Apollon seine Orakel in der Stadt Patara verkündete; der Tempel im Hintergrund ist zunächst geschlossen und öffnet sich erst zu Beginn der Zeremonie
Szene 1. Argie ist entsetzt über das Unheil, das das Monster über die Stadt gebracht hat. Stenobée hingegen zeigt keinerlei Skrupel. Sie beklagt lediglich, dass ihre unglückliche Liebe zu Bellerophon noch immer fortbesteht.
Szene 2. Stenobée macht Iobate weis, dass die Götter das Ungeheuer gesandt haben, um Bellerophon zu strafen, denn Pretus sei noch immer nicht gerächt. Es liege daher in der Verantwortung Bellerophons, das Land von der Plage zu befreien.
Szene 3. Bellerophon will gegen die Chimära kämpfen.
Szene 4. Philonoé sorgt sich um ihren Geliebten, kann Bellerophon aber nicht umstimmen.

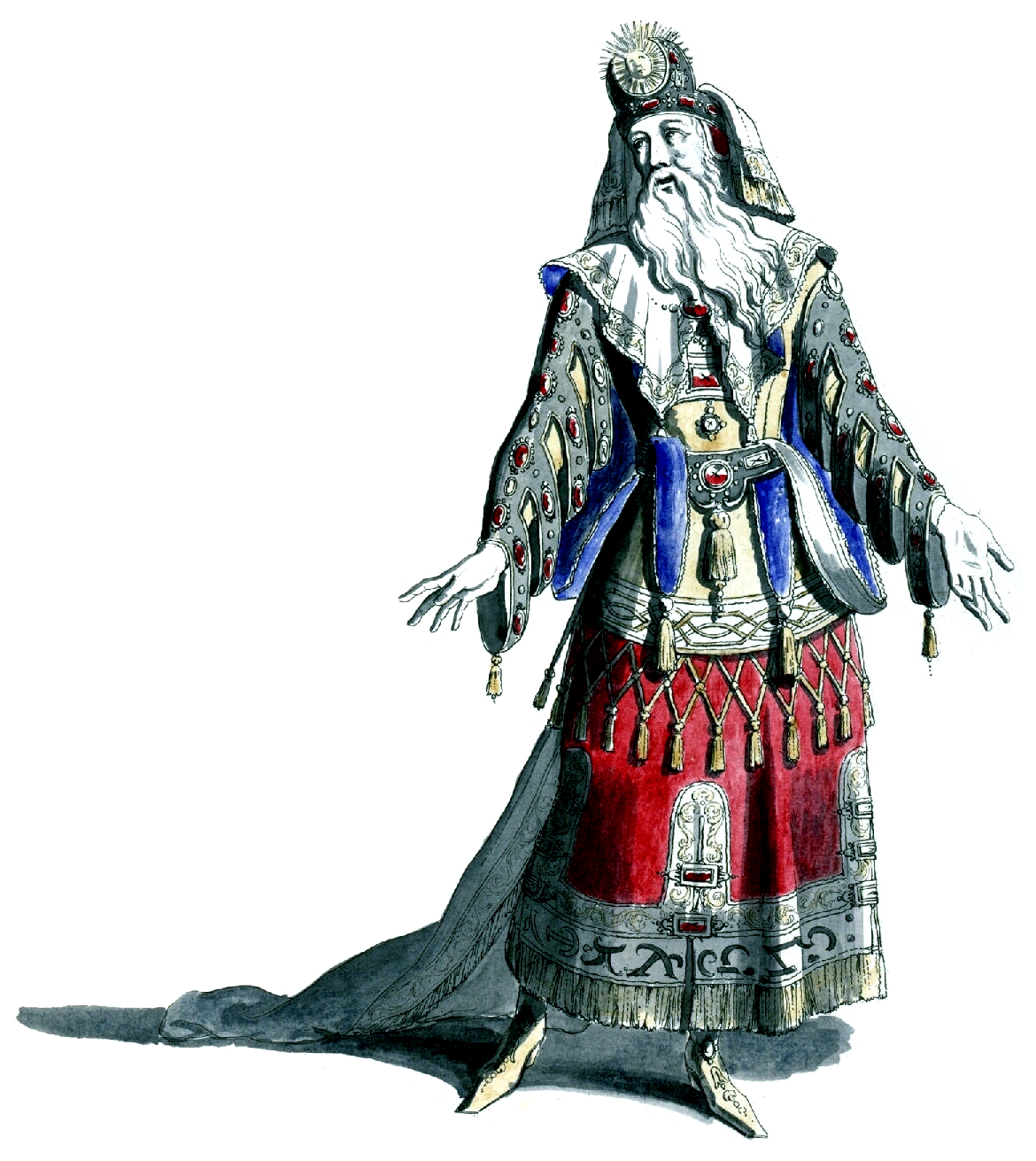
Jean Bérain: Kostüm des Opferpriesters, 1679

Szene 5. Die Tempeltore öffnen sich, und das Volk trifft ein, um Apollon um Rettung anzuflehen.
Szene 6. Der Opferpriester und die Tempeldiener bieten dem Gott ein Tieropfer dar. Das Volk tanzt um das Altarfeuer und besingt die Hoffnung auf Errettung. Schließlich versinkt der Altar in die Tiefe, und die Pythia tritt unter Donnergrollen aus ihrer Höhle. Der Tempel erzittert und erstrahlt von Blitzen. Die Pythia verkündet das Nahen Apollons, der als goldene Statue erscheint. Sein Orakel verspricht, dass einer der Söhne Neptuns den Zorn des Himmels beschwichtigen werde. Er solle als Lohn dafür die Prinzessin zur Gemahlin erhalten. Obwohl Bellerophon und Philonoé keine Hoffnung mehr auf Erfüllung ihrer Liebe haben, versprechen sie, einander treu zu bleiben.

### Vierter Akt
Sehr hohe und steile Klippen mit Tannen und vereinzelten Bäumen; im Hintergrund ein ebenso hoher und mit den gleichen Bäumen besetzter Felsen mit drei Höhlen, durch die in der Ferne eine Landschaft zu sehen ist
Szene 1. Amisodar freut sich über die Verwüstungen und die vielen Toten, da er sich auf Stenobées Gegenliebe Hoffnungen macht.
Szene 2. Argie teilt Amisodar mit, dass Stenobée das Ungeheuer wieder loswerden möchte. Sie sei zwar sicher, dass Bellerophon im Kampf sterben werde, doch sei dies eine zu schnelle Strafe für ihn. Er werde mehr leiden, wenn er zusehen müsse, wie seine Geliebte einen anderen heiratet. Amisodar fällt die Entscheidung schwer, da sein Rivale nun am Leben bleiben soll. Hinter der Bühne sind die verzweifelten Schreie des Volks zu hören.
Szene 3. Eine Napaie und eine Dryade beklagen das vom Monster angerichtete Unheil: Die Pflanzen verdorren, und die Brunnen versiegen.
Szene 4. Waldgötter stimmen in die Klage der Nymphen ein.
Szene 5. Bellerophon ist noch immer fest entschlossen, das Ungeheuer zu bekämpfen. Der Tod schreckt ihn nicht mehr, da er Philonoé aufgeben muss. Auch der Vorschlag des Königs, Neptun ein Opfer zu bringen, ändert nichts an seiner Entscheidung.
Szene 6. Die von der Chimära verwüstete Landschaft im Hintergrund füllt sich allmählich mit Feuer und Rauch. Bellerophon eilt dem Ungeheuer und dem sicher geglaubten Tod entgegen.
Szene 7. Auf der rechten Seite erscheint die Göttin Pallas in ihrem Wolkenwagen, während sich links ein weiterer leerer Wagen herabsenkt. Pallas verspricht Bellerophon ihre Hilfe und fordert ihn auf, in den Wagen zu steigen. Beide werden in den Himmel erhoben. Das Volk muss verzweifelt zuschauen, wie das Ungeheuer immer stärker wütet. Da nimmt Bellerophon den Kampf gegen die Chimära auf. Auf dem fliegenden Pferd Pegasus reitend stürzt er sich auf das Ungeheuer und tötet es beim dritten Angriff. Das Volk jubelt.

### Fünfter Akt
Großer ovaler Vorhof eines Palasts, der „im Ruhm erhoben“ scheint; zwei von gewaltigen Gebäuden begrenzte Treppen führen hinauf
Szene 1. Das Volk erwartet die Rückkehr Bellerophons. Der König fordert alle zu Dankgesängen auf. Er weiß nun, dass Bellerophon selbst Neptuns Sohn ist. Der Meeresgott habe dies soeben verkündet. Bellerophon wird daher Philonoé heiraten. Alle jubeln.
Szene 2. Stenobée gesteht, dass sie und Amisodar für das Unheil verantwortlich waren. Sie beide haben aus unglücklicher Liebe gehandelt. Amisodar ist geflohen, wird aber dauerhaft unter seiner Tat und seiner Liebe leiden. Sie selbst hat zur Sühne Gift genommen, dessen Wirkung sie bereits spürt.
Szene 3. Pallas bringt Bellerophon in ihrem Wagen zum Palast, und alle feiern „den größten aller Helden, der der Erde die Ruhe zurückbringt“.

## Gestaltung
Die Orchesterbesetzung der Oper umfasst vier Trompeten, Pauken, zwei Blockflöten, zwei Oboen, ggf. Fagotte, Streicher und Basso continuo.
Bellerophons triumphaler Auftritt im ersten Akt wird von Trommeln und Trompeten angekündigt. In starkem Kontrast dazu stehen die Klagen des Volks in der Szene der Verwüstung im dritten Akt. Es gibt drei Monologe, von denen besonders Bellerophons „Heureuse mort“ vor seinem Angriff auf die Chimära (IV:6) hervorzuheben ist. Der fünfte Akt enthält ein „prélude avec trompettes“.

## Werkgeschichte

Titelblatt der Partiturausgabe von 1679

Das Sujet von Bellerophons Sieg über die Chimära war im 17. und 18. Jahrhundert ein beliebtes Opernthema. Die erste bekannte Vertonung mit dem Titel Il Bellerofonte aus dem Jahr 1642 stammt von Francesco Sacrati und verwendet ein Libretto von Vincenzo Nolfi. Als Autor des von Lully vertonten Texts ist in den frühen Ausgaben einzig Thomas Corneille angegeben. Dieser ersetzte Lullys bevorzugten Librettisten Philippe Quinault während dessen zeitweiliger Ungnade am Königshof nach dem Skandal über die Oper Isis. Corneille wurde dabei von Bernard le Bovier de Fontenelle unterstützt, der seine Beteiligung 1741 in einem im Journal des sçavans veröffentlichten Brief erwähnte. In der Ausgabe von 1679 ist als dritter Autor Jacques Boileau angegeben. Auch Quinault hatte das Sujet bereits in einer Tragödie verarbeitet. Die Handlung des Opernlibrettos unterscheidet sich davon aber deutlich. Literarische Vorlagen waren die Theogonie des Hesiod, die Ilias von Homer, die Bibliotheke des Apollodor und das mythographische Handbuch Genealogiae von Hyginus.
Spätere Bellerophon-Opern stammen von Christoph Graupner (Hamburg 1708, Text: Barthold Feind), Domenico Terradellas (London 1747, Text: Francesco Vanneschi), Francesco Araja (Sankt Petersburg 1750, Text: Giuseppe Bonecchi), Gregorio Sciroli (Genua 1760), Josef Mysliveček (Neapel 1767, Text: Giuseppe Bonecchi), Ignazio Platania (Neapel, 1778, Text: Giuseppe Bonecchi) und Peter von Winter (München 1785, Text: Johann Friedrich Binder von Krieglstein).
Die Uraufführung fand am 31. Januar 1679 im Palais Royal in Paris statt. Die Bühnenbilder stammten von Carlo Vigarani. Zur Gesangsbesetzung gehörten Bernard Clédière in der Titelrolle, Mlle La Prée als Pallas, Mlle Saint-Christophe als Stenobée, Marie Aubry als Philonoé,:167 François Beaumavielle als Iobate und M. Nouveau als Amisodar. Für die Aufführungen von 1680 sind außerdem M. Le-Roy (Bacchus und La Pythie), M. Arnoul (Pan), M. Gaye (Apollon) und Mlle Bony (Argie) belegt. In den Balletten tanzten Boutteville, Lestang, Noblet und Guillaume-Louis Pécourt.
Die Oper war sehr erfolgreich und wurde zunächst über einen Zeitraum von neun Monaten gespielt. Man verglich den Sieg des Helden über das dreigestaltige Ungeheuer mit dem Sieg Ludwigs XIV. über die Dreier-Allianz von Kaiserreich, Spanien und Holland.
Ab dem 3. Januar 1680 wurde sie am Königshof in Schloss Saint-Germain-en-Laye gezeigt. Wiederaufnahmen in Paris gab es am 10. Dezember 1705 (im Januar 1706 vor dem König von England:353), am 11. Januar 1718 und am 6. April 1728. Der Prolog wurde am 22. Juli 1721 separat vor dem türkischen Botschafter gespielt.:353 Konzertante Aufführungen gab es im Rahmen der Concerts de la Reine 1726 (Fragmente), 1729–1733, 1736, 1741, 1745 und 1749.:67

Titelblatt des Klavierauszugs von Théodore de Lajarte

Eine stark umgestaltete vieraktige Fassung von Pierre-Montan Berton und Louis Granier wurde am 27. November 1773 anlässlich der Hochzeit des Grafen von Artois, dem späteren König Karl X., mit der Prinzessin Maria Theresia von Savoyen ebenfalls in Versailles gespielt.:99 Außerdem gab es Aufführungen in den Provinzakademien von Marseille (1688 und 1704), Avignon (1688) und Lyon (1688).:356 Für eine Produktion in Brüssel 1696 (Wiederaufnahme 1708) komponierte Pietro Antonio Fiocco einen neuen Prolog. Teile der Musik wurden am 7. Juni 1911 im Théâtre des Arts in Rouen gespielt. Es handelte sich um ein Arrangement von Julien Tiersot. Charles Anfry hatte die musikalische Leitung.
Insgesamt sind 20 Librettodrucke überliefert.:36 Die Partitur erschien bereits 1679 als erste veröffentlichte Partitur Lullys im Druck. Eine zweite Ausgabe wurde 1714 herausgegeben. Théodore de Lajarte veröffentlichte in den 1880er-Jahren einen Klavierauszug in seiner Reihe Chefs-d’œuvre classiques de l’opéra français.
Von der Oper sind zwei Parodien bekannt,:174 darunter Arlequin Bellérophon von Pierre-François Biancolelli („Dominique“) und Jean-Antoine Romagnesi, die am 7. Mai 1728 an der Comédie-Italienne in Paris Premiere hatte. Außerdem dienten 23 Einzelsätze als Vorlage für Parodien in weltlichen oder geistlichen Drucken und in handschriftlichen Chansonniers.:174 Stanislas Champein vertonte 1779 das Libretto erneut.
In neuerer Zeit wurde das Werk erst wieder 2010/2011 in Konzerten des Dirigenten Christophe Rousset mit seinem Ensemble Les Talens Lyriques in der Basilika Notre-Dame in Beaune, in der Cité de la musique in Paris, in der Königlichen Oper Versailles und im Theater an der Wien gespielt. Ein Mitschnitt aus Paris wurde auf CD herausgegeben.
Eine historisch-kritische Ausgabe von Herbert Schneider erschien 2022 in der Georg Olms Verlagsbuchhandlung im Rahmen der Gesamtausgabe der Werke Lullys.

## Aufnahmen
- Dezember 2010 – Christophe Rousset (Dirigent), Les Talens Lyriques, Chœur de Chambre de Namur.
 Robert Getchell (Bacchus, La Pythie, Waldgott), Evgueniy Alexiev (Pan, Iobate), Jean Teitgen (Apollon, Amisodar, Apollon, Waldgott, Opferpriester), Cyril Auvity (Hirte, Bellérophon), Jennifer Borghi (Muse, Argie, Pallas, Amazone, Dryade), Céline Scheen (Muse, Philonoé, Napaie), Ingrid Perruche (Stenobée, Amazone).
 Live, konzertant aus der Cité de la musique in Paris.
 Aparté AP015 (2 CDs).[12]

## Digitalisate
- Partitur-Manuskript der Mlle Pucelle d’Orgemont. Digitalisat bei Gallica
- Partitur-Manuskript des Marquis du Plessis Chastillon. Digitalisat bei Gallica
- Manuskript der reduzierten Partitur. Digitalisat bei Gallica
- Manuskript der Dessus-Stimme. Digitalisat bei Gallica
- Libretto (französisch). Beaujeu, Paris 1679. Digitalisat bei Gallica
- Libretto (französisch). Ballard, Paris 1680. Digitalisat bei Gallica
- Libretto (französisch). Ballard, Paris 1705. Digitalisat bei Gallica
- Libretto (französisch). Ribou, Paris 1718. Digitalisat bei Gallica
- Libretto (französisch). Ballard, Paris 1728. Digitalisat bei Gallica
- Partitur. Ballard, Paris 1679. Digitalisat bei Gallica
- Partitur, Seconde Édition. Ballard, Paris 1714. Digitalisat bei Gallica
- Teilautografes Manuskript der Fassung von Pierre-Montan Berton und Louis Granier, 1773. Digitalisat bei Gallica
- Klavierauszug von Théodore de Lajarte. Th. Michaëlis, Paris 1880. Digitalisat bei Gallica